# Miliusa
Miliusa este un gen de plante angiosperme din familia Annonaceae.

## Specii[1]
- Miliusa amplexicaulis
- Miliusa andamanica
- Miliusa baillonii
- Miliusa balansae
- Miliusa banghoiensis
- Miliusa bannaensis
- Miliusa brahei
- Miliusa campanulata
- Miliusa concinna
- Miliusa cuneata
- Miliusa dolichantha
- Miliusa elongata
- Miliusa eriocarpa
- Miliusa filipes
- Miliusa fusca
- Miliusa glandulifera
- Miliusa globosa
- Miliusa horsfieldii
- Miliusa indica
- Miliusa jainii
- Miliusa koolsii
- Miliusa lanceolata
- Miliusa longiflora
- Miliusa longipes
- Miliusa macrocarpa
- Miliusa macropoda
- Miliusa mollis
- Miliusa montana
- Miliusa nilagirica
- Miliusa novoguineensis
- Miliusa parviflora
- Miliusa roxburghiana
- Miliusa saccata
- Miliusa sclerocarpa
- Miliusa sinensis
- Miliusa tenuistipitata
- Miliusa thorelii
- Miliusa tirunelvelica
- Miliusa tomentosa
- Miliusa traceyi
- Miliusa tristis
- Miliusa wallichiana
- Miliusa wayanadica
- Miliusa velutina
- Miliusa vidalii
- Miliusa wightiana
- Miliusa zeylanica